# KeyHole
Кихоул (англ. Key Hole, буквально «замочная скважина») — общее название для серий американских военных спутников видовой разведки. Основной целью была детальная оптическая разведка территории СССР, Китая и других стран — потенциальных противников США. Всего было разработано и запущено 13 типов спутников «Кey Hole». Спутники запускались на орбиту с 1959 по 1986 годы.
В целях дезинформации о первых спутниках «Key hole» сообщали, как о части мирной космической программы «Discoverer» (буквально — «исследователь», «первооткрыватель»). С февраля 1962 года программа «Corona» стала особо секретной и перестала скрываться под названием Discoverer.
Впервые название «Key Hole» встречается в 1962 году для KH-4, позднее его ретроспективно использовали для всей серии спутников, запущенных к этому году.
Спутники серии КН-1 являются первыми спутниками военного назначения и видовой разведки в частности. Снимки с KH-5 Argon впервые запечатлели Антарктиду из космоса.

## Особенности конструкции
Готовые проэкспонированные плёнки спускались на Землю в специальных капсулах (в советской терминологии спускаемый аппарат (СА)). Спускаемые на парашютах капсулы, подхватывались на лету специально-подготовленными самолётами (на базе C-130) военно-воздушных сил США. Если подхватить капсулу не удавалось, то её могли подобрать на воде корабли военно-морского флота США, но в течение ограниченного времени, по истечении которого, по соображениям безопасности и секретности капсула с плёнкой тонула, так как часть корпуса была сделана из растворимых в воде материалов.

## Разработка и испытания
На некоторых из первых снимков полученных КА «Key Hole», обнаруживались потемнения, «туманность» и яркие полосы, которые проявлялись на плёнке, могли исчезнуть при следующем запуске аналогичного спутника, а затем вернуться вновь. Как удалось выяснить, причиной подобных явлений стало электростатическое напряжение и его разряды, возникающие при трении резиновых компонентов камеры при экспонировании.

## Модификации

### KH 1-4, 4a, 4b
Спутники типов KH 1-4, 4a, 4b имели общее название «Corona». Это кодовое слово, а не акроним.
Космические аппараты (КА) этих типов запускались в период 1959—1972 годов.
Испытательные запуски по программе «Discoverer» (с тестовой нагрузкой без фотокамер, всего 3 запуска) были проведены в начале 1959 года.
Первый КА серии KH-1 был запущен 25 июня 1959 года в 20:09 UTC года под наименованием Дискаверер-4 (KH-1 1, Corona 4). Запуск был неудачным.

### KH-2
Первый спутник серии CORONA KH-2 — Дискаверер-16 (CORONA 9011) был запущен 26 октября 1960 в 20:26 UTC. Запуск закончился аварией ракеты-носителя.
Следующими спутниками серии «KH-2 CORONA» стали «Дискаверер-18», «Дискаверер-25» и «Дискаверер-26» успешно выполнившие свои миссии в 1960—1961 году, а также «Дискаверер-17», «Дискаверер-22» и «Дискаверер-28», миссии которых также были неудачны.
Всего было запущено 144 спутника, спускаемые капсулы 102 из них вернулись с приемлемыми фотоснимками.
Последний запуск спутника серии «Corona» был осуществлён 25 мая 1972 года. Проект был остановлен в связи с обнаружением советской подводной лодки, ждущей в районе приводнения капсул с фотоплёнкой в Тихом океане. Наиболее удачным периодом съёмки были 1966—1971 года, когда были осуществлены 32 удачных запуска с возвращением пригодной фотоплёнки.
Характеристики:
- Масса аппаратов — около 750 кг,
- Плёнка — 70-мм,
  - Длина плёнки в кассете — 9600 метров,
- Фокусное расстояние объектива — около 60 см.

На спутниках этого типа использовалась монопанорамная камера с разрешением на местности 7,5 метра (KH-1 — KH-4) и стереопанорамная камера с разрешением на местности 2,7 и 1,8 метра (KH-4a, KH-4b). Высота орбиты КА изменялась в пределах 166 до 463 километров над поверхностью Земли. Снимки получали с разрешением на местности в 7,5 метров. Два последних спутника программы Corona имели лучшую разрешающую способность в 2,75 и 1,8 метра за счёт снижения высоты рабочей орбиты.

### KH-5 ARGON
KH-5 — серия спутников «Key Hole», предназначавшаяся для съёмки низкого разрешения в дополнение к другим разведывательным КА, для создания картографической продукции. КА этой серии изготовлялись компанией Lockheed.
Запускались с авиабазы Ванденберг ракетой-носителем «Thor-Agena» с 1961—1964 год, совместно с запусками спутников KH-2 — KH-4 Corona и KH-6 Lanyard. Всего было совершено 12 запусков, 7 из них неудачные.
Различные модификации спутников KH-5 имели массу от 1150 до 1500 кг, наземное разрешение в 140 метров с полосой съёмки 556 км позволяло снимать значительную территорию. Съёмка производилась на 127-миллиметровую (5-дюймовую) плёнку.

### KH-6 Lanyard
KH-6 Lanyard (англ. Lanyard — шнур, ремешок) — серия короткоживущих спутников видовой разведки, создаваемых в США с марта по июль 1963 года. Первые запуски планировалось использовать для съёмки участка поверхности вблизи Таллина. В 1963 году американское разведсообщество предполагало, что там могут быть размещены советские противоракеты.
Масса КА — 1500 кг. Спутник оснащался камерой с объективом с фокусным расстоянием в 1,67 метра и разрешающей способностью на местности в 1,8 метра.
Всего было осуществлено три запуска, один из них неудачный, другой запуск был без плёнки и только один удачный. Съёмка производилась на 127-миллиметровую (5-дюймовую) плёнку. Капсула содержала 6850 метров плёнки, было отснято 910 кадров.

### KH-7 Gambit
Основная статья: KH-7 (англ. KH-7)
KH-7 — серия спутников «Кey Hole», с очень высоким (для своего времени) разрешением. Предназначались для съёмки особо важных объектов на территории СССР и Китая.
Спутники этого типа запускались с июля 1963 года по июнь 1967 года. Все 38 спутников KH-7 запускались с авиабазы Ванденберг, 30 из них вернулись с фотоснимками удовлетворительного качества.
Изначально разрешение на местности составляло 1,2 метра, но было улучшено до 0,6 метра в 1966 году.
Характеристики:
- Масса КА — около 2000кг
- Кол-во спускаемых капсул — 1 шт.

Технические детали миссии до сих пор секретны.

### KH-9 Hexagon
KH-9 Hexagon (Шестиугольник), другое название Большая птица (англ. Big Bird)
Серия спутников КeyHole с увеличенным (до 275 дней) сроком службы. Увеличению срока службы способствовала установка 4 возвращаемых капсул с плёнкой, а у части спутников, оснащённых «картографической» камерой таких капсул было 5.
Масса спутников этого типа сильно возросла, и достигла 11 400 — 13 300 кг.
КА были изготовлены компанией Lockheed, камеры — Itek и Perkin-Elmer. Из 20 запусков, лишь один был неудачным.
На некоторые из спутников KH-9 устанавливалась «картографическая» камера, которая была кадровой и использовала 9-дюймовую (229-миллиметровую) плёнку.

### KH-10 Dorian
Пилотируемая орбитальная лаборатория (англ. Manned Orbiting Laboratory, MOL)

### KH-11 Kennan (Crystal)
KH-11 Kennan (так же известный под кодовыми названиями 1010 и Crystal (Кристалл)) стал первым американским спутником-шпионом, который использовал оптико-электронную цифровую фотокамеру и смог передавать полученные изображения практически сразу после съёмки.
Первый запуск KH-11 состоялся 19 декабря 1976. Последний —- 1 марта 1990 года.

### KH-12
KH-12 (также встречаются наименования «Advanced KENNAN», «Improved Crystal» и «Ikon») — наименование, присвоенное внешними наблюдателями поздним вариантам спутников KH-11 — т. н. Block III.

## Секретность
Программа «Corona» была официально засекреченной вплоть до 1992 года. 24 февраля 1995 года снимки снятые разведывательными космическими аппаратами серии KH 1-4, 4a и 4b Corona, а также KH-5 Argon и KH-6 Lanyard были рассекречены специальным указом президента США Биллом Клинтоном. Этим же указом были установлены сроки рассекречивания снимков KH-7 Gambit и KH-9 Hexagon — 2002 год. В результате стало доступно около 930 000 кадров за период с 1959 по 1980 годы, в том числе:
- Около 19 000 снимков KH-7 были рассекречены, но 100 кадров территории Израиля секретны до сих пор.
- 29 000 снимков с «картографической» камеры KH-9 (каждое покрывает 3400 км²) были рассекречены в 2002 году. Исключение опять составила территория Израиля.